# 채민준
채민준(1986년 2월 12일 ~ )은 대한민국의 아나운서이다.

## 개요
2011년 4월 SPOTV에 입사하여 2018년 11월까지 SPOTV 채널의 전 종목 스포츠캐스터를 맡았다.
2014년 3월 SPOTV GAMES의 프로리그 중계진 합류를 시작으로 게임 캐스터로도 활동을 시작했다.
과거 프로야구 구단 한화 이글스의 대학생 객원 마케터로 활동한 경력이 있다.